# Ergometr rowerowy

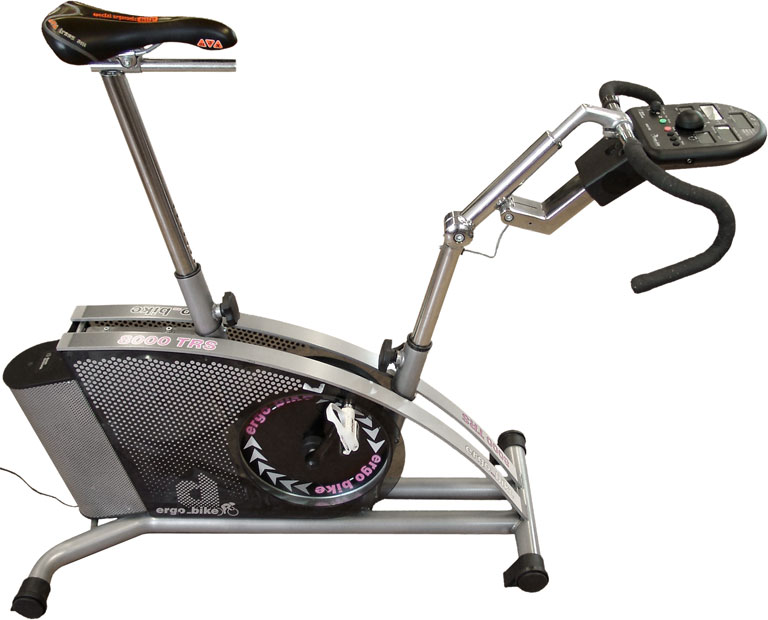
Profesjonalny ergometr rowerowy, model „ergo bike 8000 TRS“. Posiada rozbudowane programy treningowe, jak np. zaprogramowane poszczególne odcinki Tour de France czy zawodów Ironmana

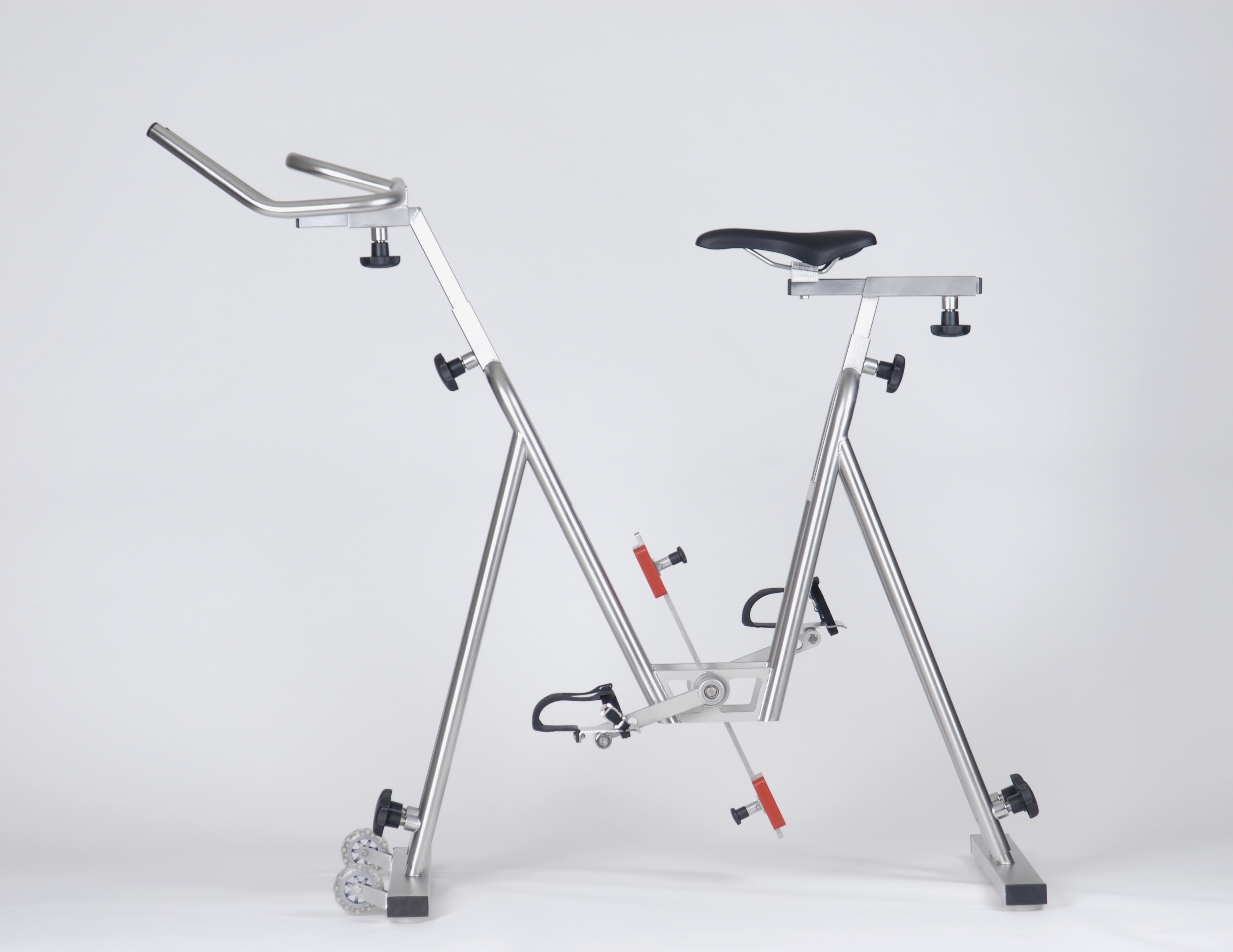
Aquabike – specjalny rower stacjonarny używany do hydrocyclingu, czyli do jazdy na rowerze pod wodą

Ergometr rowerowy, rower stacjonarny – stacjonarne urządzenie treningowe wykorzystywane w testach wysiłkowych, umożliwiające wykonywanie treningów mięśni nóg oraz pozwalające na utrzymanie dobrej kondycji fizycznej. Ergometr może być wykorzystywany w domu, ale jest również wyposażeniem siłowni i klubów fitness.  
Rower stacjonarny pełni funkcję rekreacyjną oraz jest wykorzystywany w rehabilitacji schorzeń narządów ruchu. W codziennej eksploatacji nie różni się wiele od rowerów treningowych, jednak pozwala mierzyć moc mięśni nóg, dlatego na ergometrach trenują zawodowi kolarze. Ergometr rowerowy również jest wyposażony w licznik spalonych kalorii w czasie treningu, dlatego jest wykorzystywany przy odchudzaniu.